# Accademia polacca della cultura
L'Accademia polacca della cultura o Accademia polacca delle arti e delle scienze (Polska Akademia Umiejętności), situata a Cracovia, è una delle due istituzioni della Polonia aventi la natura di accademia delle scienze.

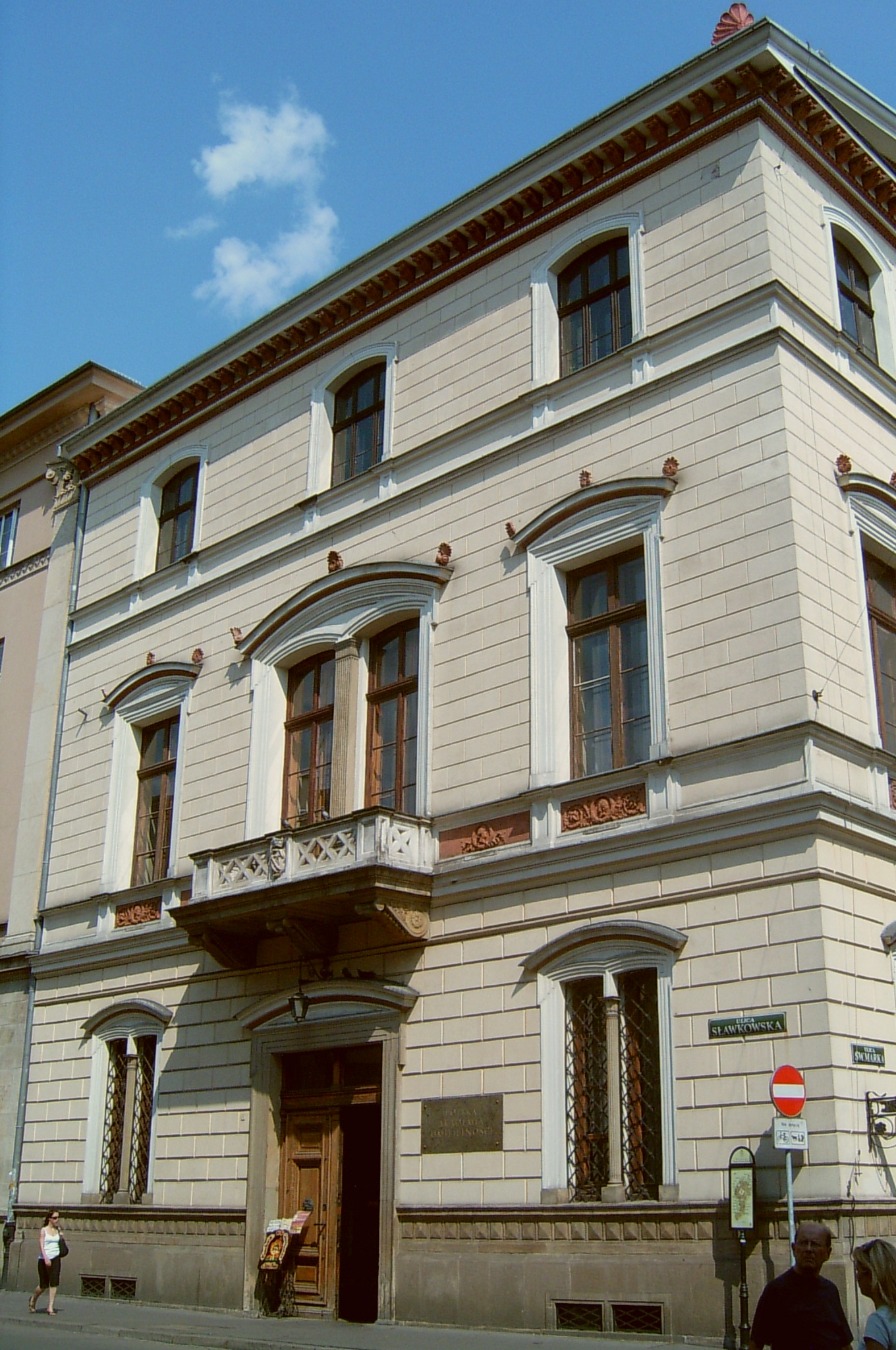
La sede di Cracovia al n° 17 di Sławkowska Street.

## Storia
Nel 1872 la Società scientifica di Cracovia (Towarzystwo Naukowe Krakowskie), esistente dal 1815, è divenuta Akademia Umiejętności (Accademia della conoscenza). Dopo la prima guerra mondiale è stato rinominata Polska Akademia Umiejętności e rimase una società indipendente dallo Stato.
L'Accademia polacca della cultura divenne un'istituzione culturale statale nel 1952 a Varsavia, dall'unione di società precedenti, tra cui l'Accademia polacca delle scienze (in polacco: Polska Akademia Nauk, abbreviata PAN), con sede a Varsavia, e la Società di Varsavia degli amici della cultura, che era stata fondata alla fine del XVIII secolo.
L'Accademia opera come società culturale agendo tramite una corporazione eletta di studiosi e ricercatori. L'Accademia è inoltre divenuta, attraverso l'operato dei suoi comitati, un grande corpo scientifico di consulenza.
Nel 1989 l'Accademia polacca della cultura di Cracovia riprese la sua esistenza indipendente, separandosi dall'Accademia polacca delle scienze di Varsavia.

## Presidenti
- Józef Majer (1872-90),
- Stanisław Tarnowski (1890-1917),
- Kazimierz Morawski (1917-25),
- Jan Michał Rozwadowski (1925-29),
- Kazimierz Kostanecki (1929-34),
- Stanisław Wróblewski (1934-38),
- Stanisław Kutrzeba (1939-46),
- Kazimierz Nitsch (1946-57),
- Adam Krzyżanowski (1957-58),
- Gerard Labuda (1989-94),
- Kazimierz Kowalski (1994-2001)
- Andrzej Białas (2001-)

## Segretari generali
- Józef Szujski (1872-83),
- Stanisław Tarnowski (1883-90),
- Stanisław Smolka (1890-1903),
- Bolesław Ulanowski (1903-19),
- Kazimierz Kostanecki (1919-21),
- Stanisław Wróblewski (1921-26),
- Stanisław Kutrzeba (1926-39),
- Tadeusz Jan Kowalski (1939-48),
- Jan Konstanty Dąbrowski (1948-57),
- Adam Vetulani (1957-58),
- Józef Skąpski (1989-94),
- Jerzy Wyrozumski (1994-2015)
- Szczepan Biliński (2015- )